# Dove (nome)
Dove  è un nome proprio di persona inglese femminile.

## Origine e diffusione

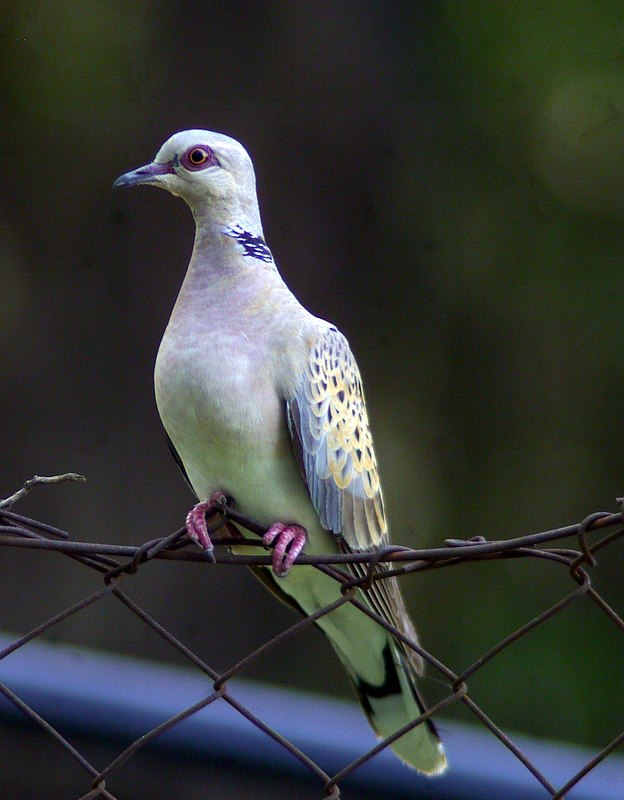
Una tortora

Riprende il termine inglese dove, indicante la colomba (in particolare la tortora), animale associato tradizionalmente ai concetti di pace, amore e anima (etimologicamente, dall'inglese antico dufa o dufe). È quindi analogo per significato a nomi quali Giona, Colombo, Paloma, Semiramide e Jemima.
Il nome, nella forma Duva, è attestato nel XII e XIII secolo, probabilmente originatosi come soprannome per una donna gentile; da tale nome è derivato il cognome inglese Dove, ripreso a sua volta come nome a partire dal XVII secolo.

## Onomastico
Non ci sono sante con questo nome, che quindi è adespota; l'onomastico può essere festeggiato il 1º novembre, festa di Ognissanti.

## Persone
- Dove Cameron, cantante e attrice statunitense

## Il nome nelle arti
- Miss Dove, protagonista del film Buongiorno, Miss Dove, interpretata da Jennifer Jones.
- Dove Falconhand (in italiano anche "Colomba Manodifalco") è un personaggio dell'ambientazione fantasy Forgotten Realms.